# La Petite Mosquée dans la prairie
La Petite Mosquée dans la prairie (Little Mosque on the Prairie) est une série télévisée canadienne en 91 épisodes de 22 minutes créée par Zarqa Nawaz et diffusée entre le 9 janvier 2007 et le 2 avril 2012 sur le réseau CBC.
En France, elle a été diffusée depuis le 14 juillet 2007 sur Canal+, mais aussi sur France Ô et depuis le 12 janvier 2013 sur France 4, au Québec depuis le 12 juin 2008 à la Télévision de Radio-Canada, en Belgique depuis avril 2010 sur La Deux et en Suisse depuis le 8 mai 2010 sur TSR1.

## Synopsis
Cette comédie de situation raconte la vie quotidienne de la petite communauté musulmane installée à Mercy, en Saskatchewan (Canada) et ses rapports avec les autres habitants. Les institutions primaires sont la mosquée, dirigée par l'Imam Amaar Rasheed et située dans le sous-sol de l'église de la ville, et le café local, possédé par Fatima Dinsaa. Les patriarches de la communauté sont Yasir Hamoudi, un entrepreneur qui a apporté une contribution financière pour établir la mosquée en disant aux gens qu'il loue de l'espace pour son entreprise, et Baber Siddiqui, un professeur d'économie à l'université qui était l'Imam par intérim jusqu'à ce que soit embauché Amaar. 
La ville de Mercy est gouvernée par la mairesse, Mme Ann Popowicz. La femme de Yasir, Sarah Hamoudi, travaille comme officière des affaires publiques à la mairie.

## Distribution

### Acteurs principaux
(par ordre d'apparition au générique)
- Zaib Shaikh (en) (VF : Stéphane Pouplard ; VQ : Martin Watier) : Amaar Rashid
- Carlo Rota (VF : Gilles Morvan ; VQ : Thiéry Dubé) : Yasir Hamoudi (saisons 1 à 5)
- Sitara Hewitt (en) (VF : Marine Jolivet ; VQ : Catherine Hamann) : Rayyan Hamoudi
- Debra McGrath (en) (VF : Françoise Pavy ; VQ : Hélène Mondoux) : La Mairesse Ann Popowicz
- Derek McGrath (en) (VF : Roger Carel ; VQ : François L'Écuyer) : Révérend Duncan McGee (saisons 1 à 3, puis invité)
- Manoj Sood (en) (VF : Mostéfa Stiti ; VQ : Stéphane Rivard) : Baber Siddiqui
- Arlene Duncan (en) (VF : Maïk Darah ; VQ : Johanne Léveillé) : Fatima Dinssa
- Neil Crone (en) (VF : Bernard Allouf ; VQ : Tristan Harvey) : Fred Tupper
- Sheila McCarthy (VF : Françoise Rigal ; VQ : Nathalie Coupal) : Sarah Hamoudi

### Acteurs récurrents
- Boyd Banks (VQ : Alain Sauvage) : Joe Peterson (36 épisodes)
- Aliza Vellani (en) (VQ : Geneviève Déry) : Layla Siddiqui (29 épisodes)

 Source et légende : version québécoise (VQ) sur Doublage.qc.ca
 Source et légende : version française (VF) sur RS Doublage

## Fiche technique
- Producteurs exécutifs : Mary Darling, Clark Donnelly, Allan Magee
- Producteurs : Colin Brunton, Michael Snook
- Auteur et producteur consultant : Zarqa Nawaz et Jason Belleville et Dan Redican
- Producteur associé : Shane Corkery
- Réalisateurs : Jim Allodi, Michael Kennedy, Brian Roberts et Steve Wright

## Épisodes

### Première saison (2007)
1. La Petite Mosquée dans la prairie (Pilot)
2. La Barrière (The Barrier)
3. Opérations portes ouvertes (Open House)
4. À contre-courant (Swimming Up Stream)
5. Le Converti (The Convert)
6. 22 v'la l'archidiacre (The Archdeacon Cometh)
7. La Belle-mère (Mother-in-law)
8. On joue avec le feu (Playing with Fire)

### Deuxième saison (2007-2008)
1. Mal tombés (Grave Concern)
2. Service public (Public Access)
3. Au voile ! (Ban the Burka)
4. Jour de chance (Lucky Day)
5. Le Train de betterave (Mercy Beet)
6. Le Rival (Rival Imam)
7. Ouvrez l’œil ou dégagez (Spy Something or Get Out)
8. Les meilleures intentions (Best Intentions)
9. Interdit de vol (No Fly List)
10. L'Aïd al-Noël (Eid's a Wonderful Life)
11. Un plan à 5 ans (The Five Year Plan)
12. Djihad on ice (Jihad on Ice)
13. Le Coup de foudre (The Crush)
14. Bienvenue à Mercy (Welcome to Mercy)
15. Les Blés de la colère (Wheat Week)
16. Les murs ont des oreilles (Ear for Trouble)
17. Voilà JJ (Meet J.J.)
18. Alerte sécurité (Security Alert)
19. Claquettes illicites (Islam on Tap)
20. Mariée à tout prix (Marriage Minded)

### Troisième saison (2008-2009)
1. Amaar at the Bat
2. Lord of the Ring
3. A Funny Thing Happened on the Way to Mercy
4. The Ties that Blind
5. Rules R Rules
6. Let Prairie Dogs Lie
7. Sweet Sixteen
8. Mercy Dot Com
9. A Hard Day's Fight
10. Baber is from Mars, Vegans Are from Vegus
11. True Bromance
12. Double Troubles
13. The Week of Dying Dangerously
14. Raised Expectations
15. Colour Me Excited
16. Recipe for Disaster
17. My Shariah
18. Baber Makes an Entrance
19. Meet the Jaffers
20. Can I Get a Witness

### Quatrième saison (2009-2010)
1. Love Thy Neighbour
2. Big Boys Don't Cry
3. What's Yours Is Mine
4. Break and Enter
5. Death by Chocolate
6. The Bid
7. Handle with Care
8. Saving Sarah Hamoudi
9. Gloves Will Keep Us Together
10. Bye Bye Yasir
11. The Great Indoors
12. Pants on Fire
13. The Letter
14. Holly Go Quickly
15. Radio Silence
16. Keeping the Faith
17. A Farewell to Amaars
18. A Lease Too Far

### Spécial (2010)
1. A Holiday Story

### Cinquième saison (2011)
1. La Proposition (The Proposal)
2. Titre francophone inconnu (Bromancing the Imam)
3. Imam gardé (Kept Imam)
4. Lèvres (Loose Lips)
5. Accueil (Roomies)
6. Smooth Hate Criminal (Smooth Hate Criminal)
7. Frère pouvez-vous épargner une mosquée (Brother Can You Spare a Mosque)
8. Chaque Thorne a sa rose (Every Thorne Has Its Rose)
9. L'Amour au premier combat (Love at First Fight)
10. Un mariage arrangé (An Arranged Marriaged)
11. L'Enterrement de vie de jeune garçon (The Bachelor Party)
12. Si tu me quittes maintenant) (If You Leave Me Now)
13. Le Puits d'Amaar finit bien (Amaar's Well That Ends Well)

### Sixième saison (2012)
1. Home Again
2. What's in a Name?
3. Short Fuse
4. The Dating Game
5. Brotherly Love
6. Destination Chicken
7. Mosque of Dreams
8. Finders Weepers
9. Haunted Mosque on the Prairie
10. The Worst of Times
11. The Best of Times

## Univers de la série

### Personnages
- Amaar Rashid : Le héros, est un jeune avocat d'origine pakistanaise qui décide de quitter le barreau de Toronto pour devenir l'imam de la ville de Mercy. Dès le premier épisode, Amaar se fait arrêter à l'aéroport pour avoir prononcé le mot « paradis » au téléphone...

- Yasir Hamoudi : Canadien d'origine libanaise et entrepreneur dans le bâtiment, est sans conteste le leader économique de la communauté. Il est marié à Sarah, Canadienne convertie à l'islam et assistante du maire, qui semble être un pont entre les deux communautés. Ensemble, ils ont une fille de 25 ans nommée Rayyan, médecin, qui met un point d'honneur à porter le voile. Il est d'ailleurs moins porté sur la chose religieuse que sa femme et sa fille, préférant se concentrer sur son entreprise.

- Sarah Hamoudi : Anciennement anglicane, elle s'est convertie à l'islam pour se marier avec Yasir. Elle travaille comme agent de relations publiques au bureau de la mairesse. Comme son mari, elle se débat avec les coutumes musulmanes et les règlements et est souvent représentée par leur fille Rayyan, plus pieuse. Elle porte le hijab lorsque la famille assiste à des services à la mosquée, mais pas quotidiennement.

- Rayyan Hamoudi : Elle est la fille de Yasir et Sarah. Fervente pratiquante mais aussi militante progressiste, notamment pour les droits de la femme, elle est également le médecin de la communauté.

- Babber Siddiqui : C'est le chef spirituel de la communauté. Barbu et habillé d'une djellaba, il est le plus conservateur des musulmans de cette petite ville. Il a une fille d'une quinzaine d'années qu'il élève seul, après que sa femme et lui ont divorcé. Il est professeur d'économie et, avec Fred Tupper, l'anti-héros de la série. Babber vient de la Colombie-Britannique et est d'origine pakistanaise.

- Fred Tupper : Chroniqueur à la radio locale qui passe son temps à faire émerger les soupçons à propos des musulmans de la ville. Bien qu'ouvertement xénophobe et raciste, il est secrètement attiré par Fatima, musulmane pratiquante d'origine nigériane, toujours habillée d'une tenue traditionnelle, qui tient le café de la ville.

- Ann Popowicz : La mairesse de la petite ville de Mercy. Pragmatique et parfaitement consciente de son rôle, elle n'aide la communauté musulmane qu'à partir du moment où elle s'assure qu'ils vont voter pour elle…

- Révérend Duncan McGee : Il accepte pour sa part très bien les musulmans de la ville, suivant incessamment le message d'amour et de tolérance de Jésus ; ce qui lui vaut d'ailleurs de nombreuses remontrances de sa hiérarchie religieuse.

- Révérend William Thorne : Le remplaçant de Rév. McGee. Il est connu pour être toujours contre les intérêts des musulmanes de la ville, et il semble aimer causer de la misère à Amaar. Quand il venait à Mercy, il voulait évincer toutes les musulmanes du sous-sol de l'église, mais il a décidé de ne les pas évincer quand il a appris que les autres chrétiens appréciaient les musulmanes.

- Layla Siddiqui : Layla est la fille de Babber, âgée d'une quinzaine d'années. Elle est née à Vancouver, en Colombie-Britannique, mais a déménagé avec son père lorsque ses parents ont divorcé. Elle est fascinée par les garçons de son école, contre les dérives religieuses, mais surtout elle aime son père et sacrifie ses désirs pour garder son respect.

- Fatima Dinssa : Patronne du café de Mercy, cette Canadienne d'origine nigériane, musulmane pratiquante, est la grande complice de Layla et aime bien l'aider à se rebeller contre son père Babber, qu'elle fait souvent tourner en bourrique.

## Commentaires
Le titre, La Petite Mosquée dans la prairie, est un clin d'œil à la série américaine La Petite Maison dans la prairie (le générique de cette dernière et de celui des premiers épisodes de la série partagent d'ailleurs la même police de caractères pour le titre).
Zarqa Nawaz, sa réalisatrice, explique qu'elle s'est inspirée de sa propre expérience. Après avoir vécu à Toronto, la grande ville anglophone de l'est du pays, cette musulmane britannique s'est ensuite installée à Régina, la capitale de la Saskatchewan. Certaines des situations scénarisées dans la sitcom ont donc souvent une base réelle : l'incompréhension entre musulmans (qui représentent 2 % de la population canadienne) et non-musulmans. « À travers la comédie, j'espère qu'une petite lumière éclairera la lanterne de ceux qui ont des préjugés, notamment dans le monde post-11 septembre », souligne Zarqa Nawaz. « Mais la série est bien une sitcom, pas une satire politique. » prévient-elle.